# Principes de la connaissance humaine
Principes de la connaissance humaine est une œuvre du philosophe irlandais George Berkeley. Elle parait pour la première fois à Dublin en 1710 et devait être la première partie d'un ensemble plus vaste qui ne vit finalement jamais le jour. Du vivant de l'auteur, du fait de son faible succès, ce traité n'a été réédité qu'une seule fois en 1734 avec quelques modifications par rapport à la version de 1710. Après la mort de Berkeley, le texte des Principes a donné lieu à deux éditions séparées. La première, en 1776, dans laquelle le texte est accompagné des annotations et réfutations d'un partisan de John Locke. La seconde, un siècle plus tard, en 1878, est présentée par un partisan de l'immatérialisme.
George Berkeley, lorsqu'il publie son œuvre a 25 ans et est déjà reconnu puisqu'il a produit quelques mois auparavant, son Essai sur une nouvelle théorie de la vision qui sera réédité à quatre reprises (1709, 1710, 1732, 1732).
Le texte des Principes de la connaissance humaine est organisé autour de l'exposition et de la démonstration de la thèse immatérialiste (résumée par la formule esse est percipi aut percipere) en faisant une large place aux diverses objections des différentes thèses philosophiques implicitement ou explicitement exprimées à l'époque (celles de Locke notamment). Ainsi, dans le texte, de façon concise, les 33 premiers paragraphes suffisent à exposer la thèse, viennent ensuite des paragraphes 33 à 85 une série de 13 objections possibles ainsi que leur réfutation, et la dernière partie, jusqu'au paragraphe 135, est consacrée aux conséquences de la doctrine concernant les idées et les intelligences.
L'œuvre étant paradoxale à première vue, l'on crut à une plaisanterie lors de sa parution. Son caractère dense et clair marquera cependant profondément les philosophes de langue anglaise, qui se reconnaîtront dans ses analyses de philosophie du langage.